# Drewno twardzielowe
Drewno twardzielowe, twardziel (ang. heartwood) – rodzaj ksylemu występujący w pniach starszych drzew, który utracił zdolność do przewodzenia  wody. Komórki drewna twardzielowego spełniają jedynie funkcję mechaniczną. Wskutek zaimpregnowania ścian komórkowych substancjami twardzielowymi (żywicami, gumami, garbnikami) i zamknięcia dróg przewodzenia, funkcja drewna ogranicza się do mechanicznego podtrzymywania rośliny. Utrata zdolności przewodzenia wody wiąże się również z wrastaniem komórek miękiszowych do wnętrza naczyń, co prowadzi do powstania tak zwanych wcistków. Twardziel powstaje w wewnętrznych partiach pni, starszych gałęzi i korzeni u niektórych gatunków drzew i krzewów w procesie twardzielowania.
Twardziel jest najlepiej widoczna w środkowej części przekroju poprzecznego pnia, jako strefa ciemniej zabarwionych słojów rocznych (u drzew wytwarzających twardziel). U niektórych gatunków drzew występuje twardziel niezabarwiona lub obie formy twardzieli (zabarwiona i niezabarwiona). W związku z tym wszystkie drzewa dzieli się na cztery grupy:
- o twardzieli ciemnej: dąb, orzech włoski, czereśnia, grochodrzew, sosna, modrzew, jałowiec, mahoń, heban[2], cis, daglezja, wiąz, topole (oprócz osiki), klon tatarski i srebrzysty, gatunki z rodzaju śliwa
- o twardzieli zabarwionej i niezabarwionej: jesion, wiąz, iwa
- o twardzieli jasnej: jodła, świerk, lipa
- beztwardzielowe: grab, brzoza, jawor, klon zwyczajny, osika, kasztanowiec, olsza[2], leszczyna, bez koralowy i czarny[3].

U gatunków beztwardzielowych może wystąpić – pod wpływem grzybów, mrozu lub innych czynników – fałszywa twardziel, uznawana za wadę drewna.
U buka twardziel nie tworzy się u młodych drzew. Drzewa starsze mogą wykształcać twardziel, jednak nie zawsze do tego dochodzi. Twardziel buka zwykle ma barwę czerwoną, lecz może być także innego koloru. Stwierdzenie jej obecności jest możliwe dopiero po ścięciu drzewa. Formowaniu czerwonej twardzieli sprzyja dostęp tlenu, występujący przy uszkodzeniach kory, martwych gałęziach oraz ranach po ściętych gałęziach.

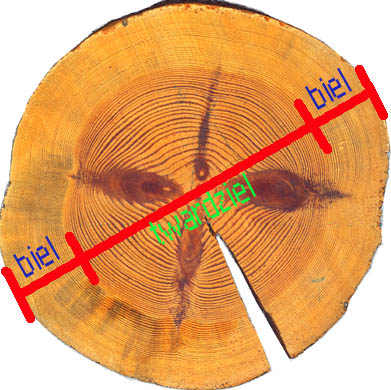
Biel i twardziel u sosny
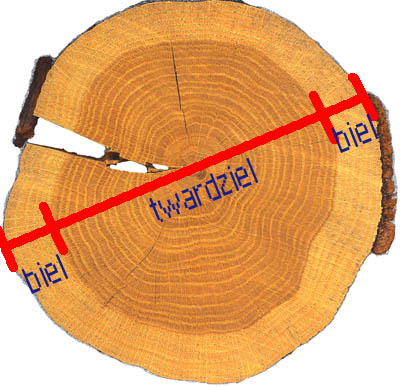
Biel i twardziel u dębu
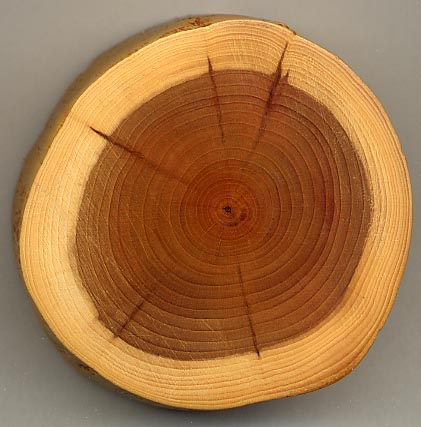
Biel i twardziel u cisa
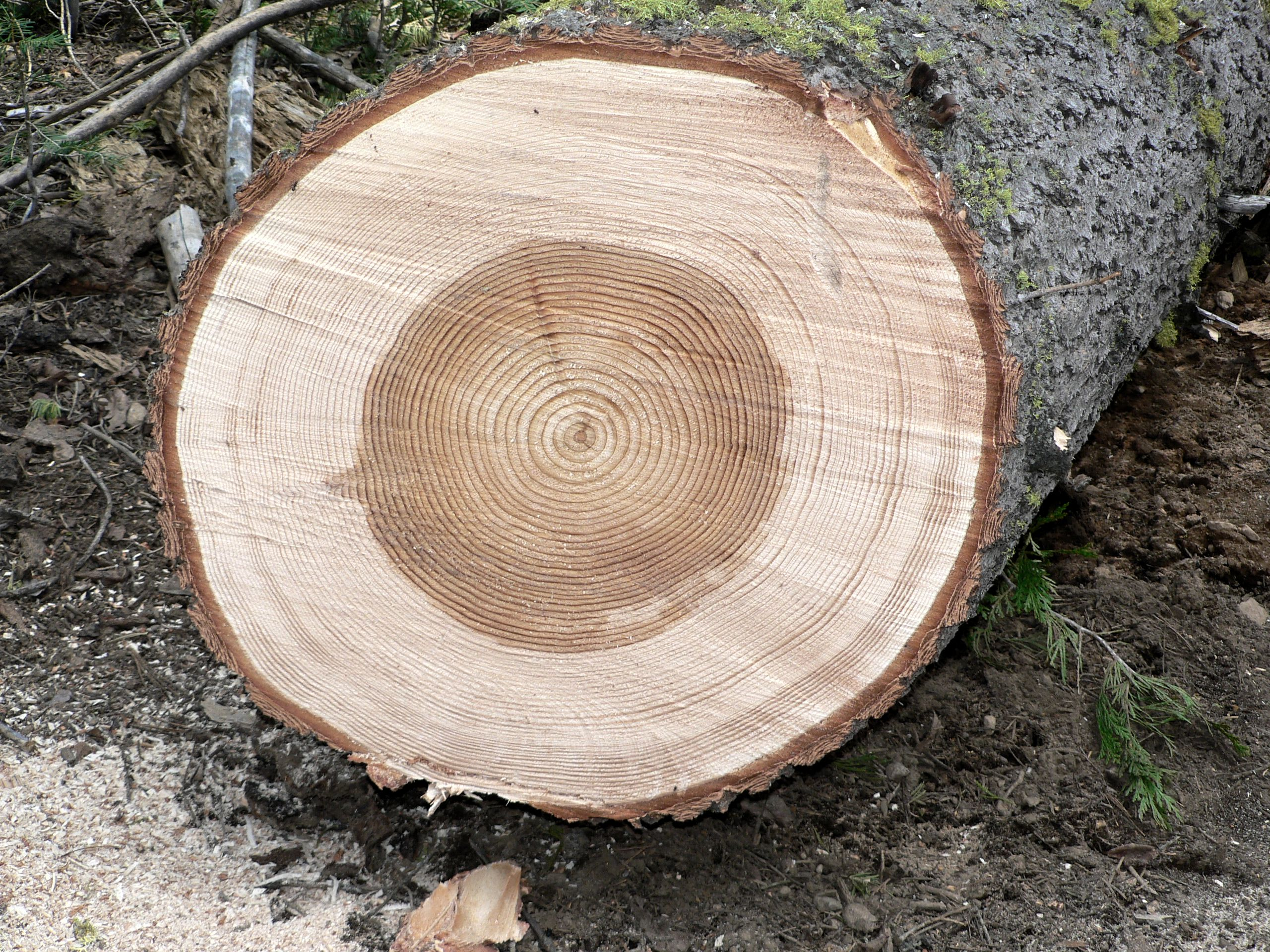
Biel i twardziel u jodły kalifornijskiej